# 陈衍故居
陈衍故居，位于中国福建省福州市鼓楼区南街街道文儒坊大光里，原有四个区，现仅存老屋五间、东面二层的楼房和厨房等。陈衍曾入台湾巡抚刘铭传幕，为刘铭传在台湾开疆拓域及管理、建筑等贡献了很大力量；一生著作众多，主要有《石遗室诗话》、《福建通志》等。2009年11月16日公布为第七批福建省文物保护单位。